# LinkedIn
LinkedIn és una xarxa social orientada als professionals i els negocis. Fundada als EUA el desembre de 2002 va ser presentada oficialment el maig de 2003. El principal propòsit d'aquesta xarxa és posar en contacte i establir col·laboracions entre professionals qualificats.
El 9 d'agost de 2010 tenia 75 milions d'usuaris registrats i havia crescut en 30 milions d'usuaris els darrers 12 mesos.
LinkedIn anava pel davant dels seus competidors directes Viadeo (amb 30 milions d'usuaris) i XING (amb 9 milions d'usuaris). Aproximadament la meitat dels membres de LinkedIn són als Estats Units i 11 milions són europeus. Amb 3 milions d'usuaris, l'Índia és el país de més creixement des de 2009. I els Països Baixos té la major taxa d'adopció per habitant fora dels EUA en un 30%. LinkedIn ha arribat als 4 milions d'usuaris al Regne Unit i 1 milió a Espanya. El seu sistema està disponible en sis llengües; alemany, anglès, castellà, francès, italià i portuguès.
A part de possibilitar el contacte i el networking individual permet, entre altres aplicacions, crear grups d'interès al voltant d'iniciatives o projectes concrets, fer o respondre preguntes, o publicar o buscar llocs de treball. Aquesta forma de relacionar-se i de cercar respostes i compartir informació i coneixement es pot relacionar amb el crowdsourcing o Proveïment Participatiu una idea que transita entre els àmbits del màrketing, la indústria i l'educació que comença a teoritzar-se.
El 13 de juny de 2016, Microsoft anuncia que adquireix LinkedIn per 26,2 milers de milions de dòlars.

## Llista anual de lesstartupmés prometedores
La plataforma va iniciar el 2020 el "Top Startups de LinkedIn", que per al cas d'Espanya han estat majoria les empreses emergents catalanes. El 2021 l'empresa catalana d'alimentació ecològica ha liderat el rànquing, on entre les 10 empreses emergents destacades, 8 són catalanes. L'any 2020 en foren 7. Per elaborar el rànquing, segons la pròpia plataforma, "s'han analitzat dades exclusives de LinkedIn basats en quatre pilars: el creixement de la plantilla, l'interès que susciten les ofertes d'ocupació que publiquen, la interacció dels usuaris amb l'empresa i els seus empleats, i en quina mesura les startups han contractat candidats de les companyies classificades en la nostra llista Top Companies. Per formar part de el rànquing, les empreses han de ser privades, tenir un màxim de 7 anys d'antiguitat i un mínim de 50 empleats, i la seva seu ha d'estar radicada a Espanya."
| #   | Empresa           | Seu       | Plantilla | Sector                  |
| 1.  | Heura Foods       | Barcelona | 75        | Alimentació             |
| 2.  | ThePowerMBA       | Madrid    | 170       | EdTech                  |
| 3.  | Wallbox Chargers  | Barcelona | 660       | Mobilitat elèctrica     |
| 4.  | Colvin            | Barcelona | 199       | Plantes i flors         |
| 5.  | Freshly Cosmetics | Reus      | 240       | Cosmètica               |
| 6.  | Vidoomy           | Madrid    | 150       | Màrqueting i publicitat |
| 7.  | Impress           | Barcelona | 375       | HealthTech              |
| 8.  | Platanomelón      | Barcelona | 80        | Productes eròtics       |
| 9.  | Factorial HR      | Barcelona | 250       | Recursos Humans         |
| 10. | TravelPerk        | Barcelona | 468       | Viatges i turisme       |

| #   | Empresa              | Seu       | Plantilla | Sector                            |
| 1.  | ThePowerMBA          | Madrid    | 210       | Gestió educativa                  |
| 2.  | Colvin               | Barcelona | 120       | Internet                          |
| 3.  | Factorial HR         | Barcelona | 108       | Recursos Humans                   |
| 4.  | Lola Market          | Madrid    | 90        | Alimentació i begudes             |
| 5.  | Wallbox Chargers     | Barcelona | 277       | Manufactura elèctrica/electrònica |
| 6.  | Holded               | Barcelona | 63        | Software                          |
| 7.  | TravelPerk           | Barcelona | 500       | Internet                          |
| 8.  | Lingokids            | Madrid    | 70        | E-learning                        |
| 9.  | Wise Security Global | Barcelona | 80        | Seguretat informàtica             |
| 10. | The Hotels Network   | Barcelona | 98        | Hosteleria                        |

## Polèmiques
El 2014 es va iniciar una polèmica quan LinkedIn es va negar a incorporar el català després de les peticions de diversos usuaris i de la Fundació puntCat. El 2016, la Plataforma per la Llengua va iniciar una altra campanya amb milers de peticions perquè LinkedIn incorporés el català, tant en la interfície com en la possibilitat d'afegir el currículum en català.